# Homodes punctistriga
Homodes punctistriga är en fjärilsart som beskrevs av George Thomas Bethune-Baker 1906. Homodes punctistriga ingår i släktet Homodes och familjen nattflyn. Inga underarter finns listade i Catalogue of Life.